# Observatoř Arecibo
Observatoř Arecibo se nachází asi 20 kilometrů na jihojihozápad od portorického města Arecibo. Byla provozována Cornellovou univerzitou společně s Národní vědeckou nadací. Observatoř je známa především svým již nefunkčním obřím radioteleskopem. Pozorováním tímto teleskopem byly objeveny pulsary. Mohutné zařízení lákalo také filmaře, kteří zde natočili několik sci-fi filmů. Součástí observatoře je také radioteleskop, LIDAR a návštěvnické centrum, u nichž se očekává, že zůstanou funkční i po posouzení škod způsobených zhroucením hlavního teleskopu.

## Parametry
Přístroj byl až do roku 2016 největším jednoaparátovým radioteleskopem na světě (průměr 305 m – v roce 2016 ho překonal čínský radioteleskop FAST) a byl umístěn v kráteru vyhaslé sopky. Reflektor antény není pohyblivý, ale plošina s přístroji v jeho ohnisku byla zavěšena na třech betonových sloupech ve výši 150 m a přístroje na ní se mohly zaměřit až asi 20° od zenitu. Díky každodenní rotaci Země umožňoval teleskop pozorování v pásu oblohy až 40° širokém.[zdroj?]
V blízkosti města je také základna pro vypouštění sondážních raket pro výzkum atmosféry ve velkých výškách.

## Historie
Radioteleskop se proslavil jako prostředek k objevení prvního dvojhvězdného pulsaru PSR B1913+16 (1974), později jako zdroj dat projektu SETI@home nebo ve filmové tvorbě, mj. v bondovce Zlaté oko, Akta X nebo ve sci-fi filmu Kontakt.
Dne 16. listopadu 1974 odtud byla vyslána zpráva případným mimozemským civilizacím.
Dne 21. září 2017 byl poničen hurikánem Maria. O tři roky později, v srpnu 2020 se začala nosná konstrukce plošiny rozpadat a způsobila zásadní poškození reflektoru. Agentura NSF na základě posouzení možností postupu v průběhu podzimu rozhodla o tom, že přístroj nebude opravován a bude vyřazen z provozu. 1. prosince 2020 pak došlo k nekontrolovanému zřícení celé plošiny do plochy reflektoru a k destrukci přístroje.